# Žirafovití
Žirafovití (Giraffidae) je čeleď sudokopytníků. Posledními přežívajícími rody jsou žirafa a okapi. Mezi typické znaky patří dlouhé nohy, úzká hlava s růžky a hřebenité dolní špičáky. Žirafa je nejvyšší žijící živočich, za což vděčí především svému dlouhému krku. Dospělý samec může být vysoký až 5,5 m. Chování obou zbylých rodů je velmi odlišné, protože okapi obývá deštný prales, zatímco domácím prostředím žirafy jsou rozlehlé savany.

## Anatomie
Žirafovití váží od 250 kg do 1500 kg. Mají dlouhou a úzkou hlavu, tenké rty a dlouhý zdánlivě chápavý jazyk. Okapi na rozdíl od žiraf nemají extrémně dlouhý krk a nohy, ale oba druhy mají dlouhá, úzká chodidla bez bočního prstu.
Malé růžky žirafovitých jsou mezi savci unikátní, neboť se zakládají nejprve jako chrupavka, která se posléze mění na kost, a jsou stále pokryté osrstěnou kůží. U žiraf mají růžky zvířata obou pohlaví, u okapi pouze samec. Žirafovití mají silnou kůži, která slouží i jako ochrana proti predátorům. Srst u žiraf je skvrnitá, tvar a rozložení skvrn se liší u různých poddruhů. Okapi má tmavou sametovou srst s bílými pruhy na horní části nohou a na kyčlích.
Navzdory některým neoficiálním tvrzením se žirafy patrně nedokážou pohybovat rychlostí přes 60 km/h. Přímá pozorování a počítačové modely ukázaly, že maximální rychlost těchto velkých savců činí asi 11 m/s (39,6 km/h).

## Potrava
Jejich strava sestává převážně z různých listů a malých větévek, které spásají pomocí unikátních špičáků. K požírání listů dále používají své velmi pohyblivé pysky a dlouhý jazyk, který mohou žirafy vypláznout až do délky 45 cm. Mají čtyřdílný žaludek.

## Historie
Fosilní nálezy ukazují, že se žirafovití začali poprvé objevovat v pozdních fázích oligocénu až v brzkém miocénu.